# Урош Шуштерич
Урош Шуштерич (словен. Uroš Šušterič; Љубљана, 24. септембар 1924 — Љубљана, 8. фебруар 2018) био је словеначки официр, капетан Југословенске војске у отаџбини и четнички војвода.

## Биографија

### Порекло и младост
Породица Шуштерич је потицала из градића Жалец код Цеља, где је живела од 18. века. Франц Шуштерич (Урошев деда) је био заговорник југословенства и панславизма, повереник Југословенског одбора. Јосип Шуштерич (Урошев отац) је био добровољац у Српској војсци током Првог светског рата и учесник пробоја Солунског фронта, за шта је одликован Орденом Карађорђеве звезде са мачевима, Орденом Белог орла са мачевима и Споменицом за рат ослобођења и уједињења 1914—1918. године. Из рата је изашао са чином резервног пешадијског капетана.
Јосип Шуштерич се спријатељио са пуковником Драгољубом Михаиловићем уочи Другог светског рата, док је овај био на положајима начелника штаба Дравске дивизијске области у Љубљани и команданта 39. пешадијског пука у Цељу.
Урош је рођен 24. септембра 1924. године у Љубљани, као најмлађе дете. Као младић, припадао је националном друштву Соко Краљевине Југославије, које је окупљало младе и васпитавало их у духу југословенства. Његов старији брат Слободан Бојан Шуштерич је завршио 64. класу Војне академије у Београду и био официр Југословенске војске. Имао је и сестре Татјану и Ирену.

### Други светски рат
Уочи Априлског рата 1941. године, Јосип Шуштерич је реактивиран као резервни официр и постављен за команданта батаљона, а Слободан је већ био на дужности. Урош се тада пријавио као добровољац и распоређен је у град Радече. Ухапшен је 14. априла од стране Гестапоа и затворен у Цељу. Ту је са оцем провео два месеца, да би потом били депортовани за Марибор, заједно са осталим члановима породице. Заједно са другим словеначким породицама су протерани за Србију. Код Вишеграда су чули борбу, на шта им је отац рекао:
Синови, шта сам вам рекао? Србин се не предаје!— Јосип Шуштерич
Привремено су били смештени у Аранђеловцу, да би касније били распоређени у Параћин. Иако је био против комунизма, противио се одлуци да једна партизанска група буде предата немачким властима.
Јосип Шуштерич се прикључио Југословенској војсци у отаџбини, а потом је постао председник Војног суда Иванковачког корпуса и председник Равногорског одбора у општини Поповац. Слободан Шуштерич се најпре придружио четницима војводе Косте Пећанца, али чим је схватио да се ради о колаборационистима, повезао се и прешао код људи оданих пуковнику Михаиловићу. Урош је прво припадао Параћинском, па потом Ресавском корпусу. Будући да је говорио немачки и енглески језик, помагао је у раду са савезничким мисијама које су водили капетан Бил Хадсон и Џаспер Рутем.
Од 1944. године је похађао прву класу Равногорску Војну академију на планини Дели Јован и добио чин наредник-ђак. Затим је распоређен у Ресавску бригаду, са којом се борио против партизана код Буковика, где је рањен. Прошао је и диверзантску обуку код Александера Бејта.
Последњи пут је видео оца у септембру 1944. године, пред полазак на повлачење кроз Босанску голготу. Новембра 1944. године, заробљен је Слободан Шуштерич и убијен јануара наредне године. Заробљен је 5. јануара 1945. године од стране немачких снага, а дан раније је његова невенчана супруга Нада родила њиховог првог сина у Поповцу. Шуштерич није знао за рођење сина до 1947. године.
Дана 9. јануара 1945. године, ОЗНА је ухапсила Јосипа Шуштерича зато што је био председник месног Равногорског одбора. Преки суд у Јагодини га је осудио на смрт и стрељао у априлу на непознатој локацији.
Урош је након заробљавања одведен у Грац, па у околину Маутхаузена. Побегао је из логора и дошао у Љубљану, где се састао са Леоном Штукељем, олимпијцем и повереником ЈВуО. Агенти ОЗНЕ су га ухапсили 10. јуна 1945. године.

### Живот после рата
Оженио се Надом тек 1948. године.
До краја живота је остао веран идеји и традицији Југословенске војске у отаџбини, оданости династији Карађорђевић и идеји словеначко-српског братства. Водио је друштво „Ravnogorsko gibanje” у Словенији. Приликом повратка ратног саборца капетана Радомира Петровића Кента из емиграције 2001. године, Шуштерич га је са Милославом Самарџићем сачекао на аеродрому у Београду.
За војводу триглавског га је именовао Мило Ракочевић, 17. марта 2007. године у цркви Светог Саве у Паризу.
Умро је 8. фебруара 2018. године у Љубљани.

## Књиге
- Od Ljubljane do Ravne gore, Погледи, Крагујевац 2000. (прво издање);
- Од Љубљане до Равне горе, Погледи, Крагујевац 2004. (друго издање).